# 金融债券
金融债券是由银行和非银行金融机构為籌集資金而发行的债券。中國為籌集資金用於發放城鎮集體企業和鄉鎮企業特種貸款，1985年首次由中國工商銀行和中國農業銀行發行金融債券。
金融债券可以划分为很多种类。最常见的分类有以下两种：
- 根据利息的支付方式，金融债券可分为附息金融债券和贴现金融债券。
- 根据发行条件，金融债券可分为普通金融债券和累进利息金融债券。